# Собор Святого Франциска Ассизского
Собор Святого Франциска Ассизского (англ. Cathedral Basilica of Saint Francis of Assisi) — базилика в Санта-Фе, столице штата Нью-Мексико, кафедральный собор католической архиепархии Санта-Фе.
Современное здание собора построено в 1869—1886 годы на месте старой приходской церкви 1714—1717 гг на месте ещё более старой, построенной в 1626 году, но разрушенной во время восстания пуэбло 1680 года. От старой церкви сохранилась лишь небольшая часовня на северной стороне собора. Посвящён собор Франциску Ассизскому, покровителю города, официальное название которого Королевский город Святой Веры Святого Франциска Ассизского (исп. La Villa Real de la Santa Fé de San Francisco de Asís).
Собор был построен в неороманском стиле из жёлтого известняка, с характерными круглыми арками, разделенными коринфскими колоннами и усечёнными квадратными башнями. На фасаде имеется характерное окно-роза. Первоначально планировалось, что башни будут увенчаны впечатляющими шпилями высотой 49 м, но из-за нехватки средств они так и не были построены.
Снаружи расположены статуи Франциска Ассизского, первой причисленной к лику святых алгонкинки Катери Текаквиты, а также архиепископа Жана-Баптиста Лами, под руководством которого строился собор. В саду расположены 14 статуй в натуральную величину, изображающие события, предшествующие Распятию Христа. На западной стороне собора — краеугольный камень, с изображённым треугольником с вырезанным на нем тетраграмматоном на иврите. Считается, что так Лами решил поблагодарить местных еврейских торговцев за их финансовый вклад в строительство собора.
4 октября 2005 года собору Святого Франциска Ассизского Папой Бенедиктом XVI был присвоен статус базилики.

## Галерея

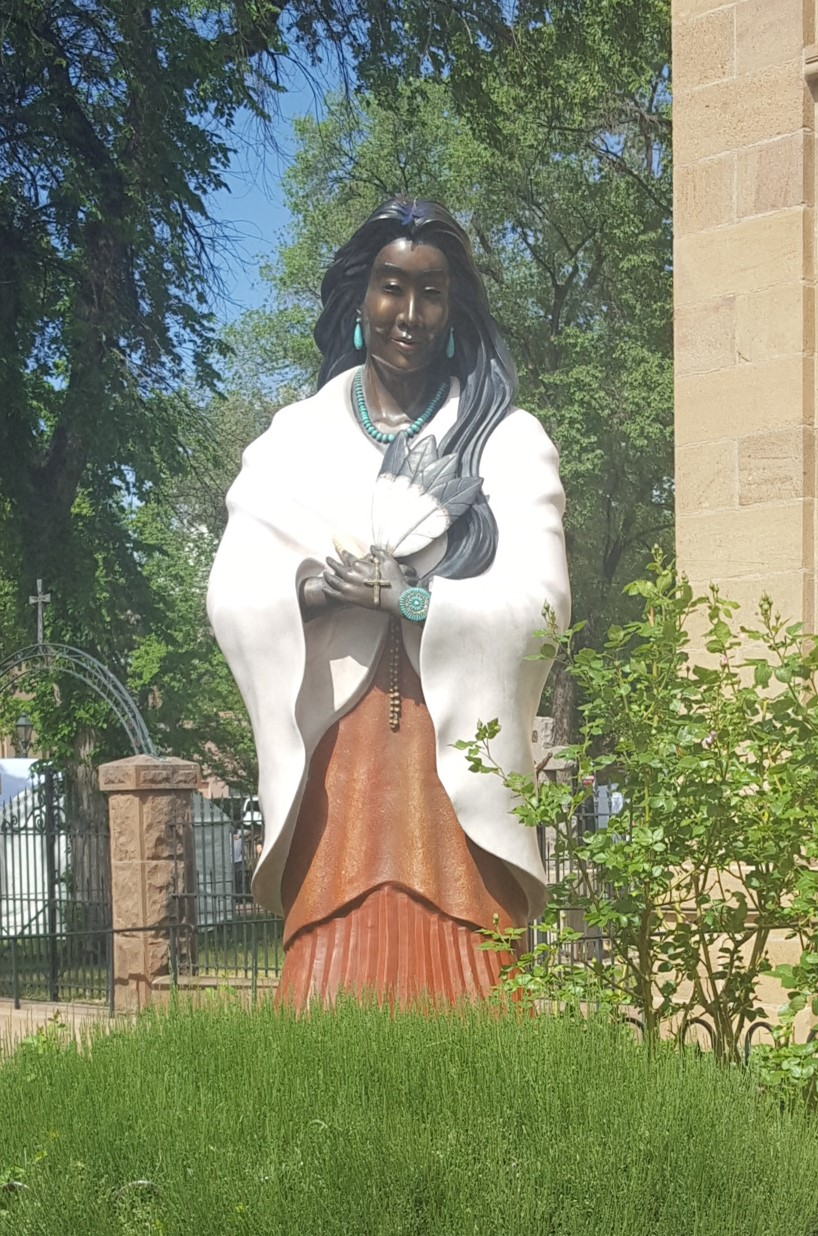
Статуя Катери Текаквиты
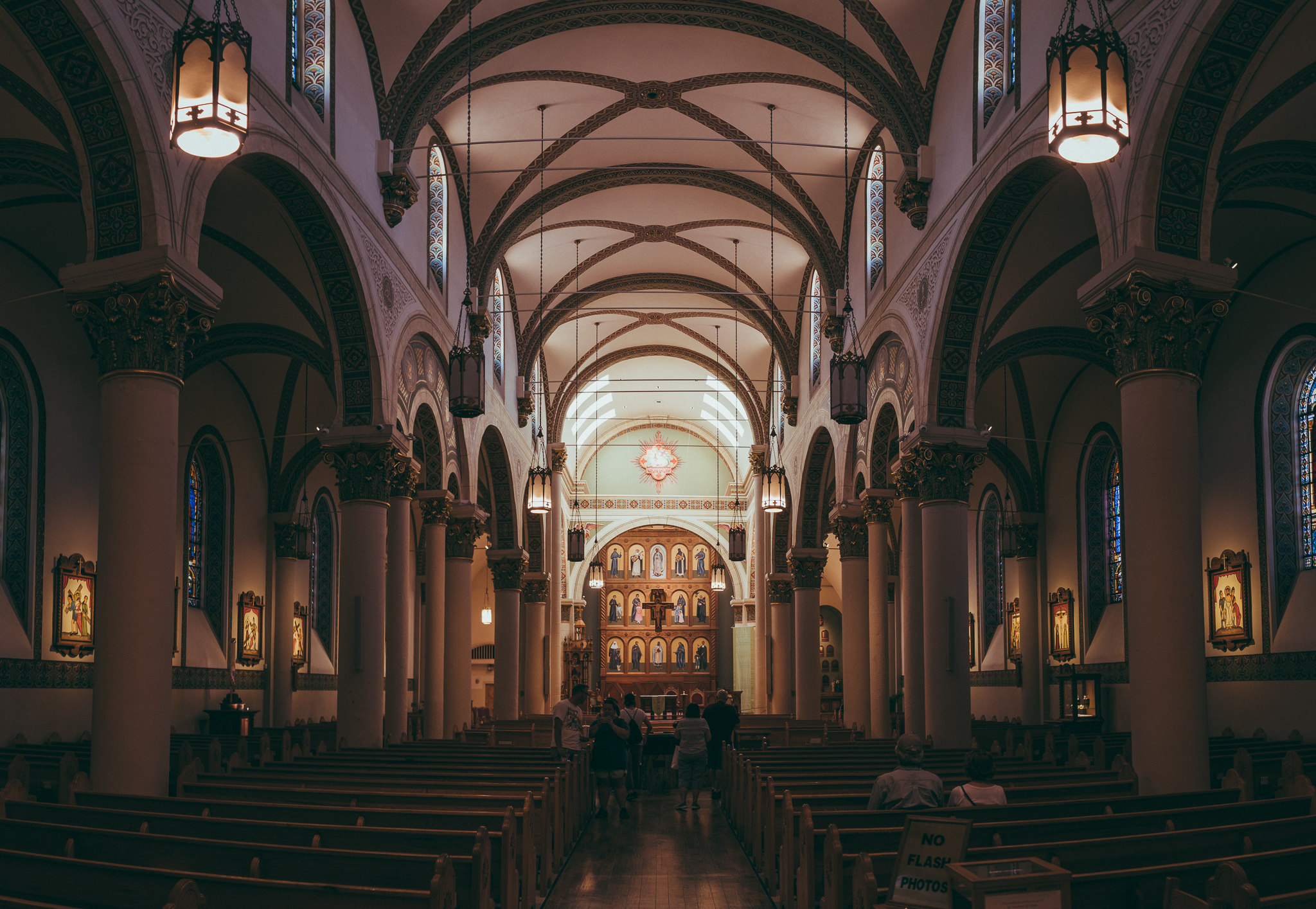
Интерьер базилики
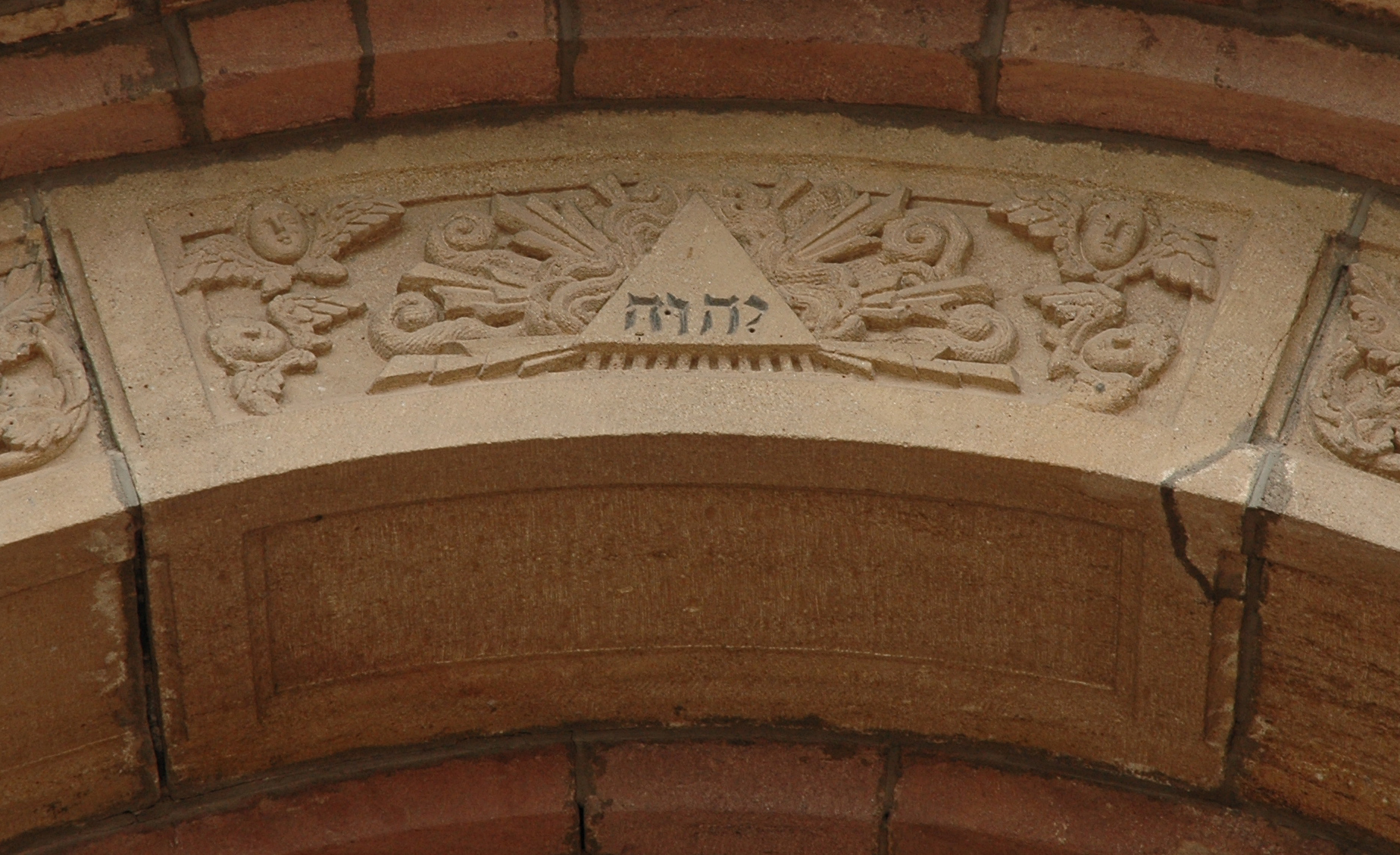
Тетраграмматон на краеугольном камне
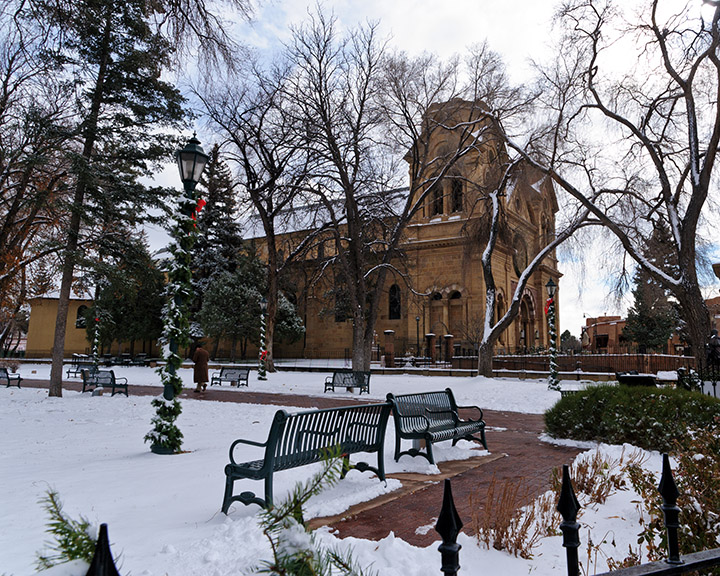
Вид собора зимой